# Tony Rickardsson
Tony Rickardsson, né le 17 août 1970 à Avesta, est un pilote de Speedway suédois. Il a été champion du monde à six reprises en 1994, 1998, 1999, 2001, 2002 et 2005.

## Biographie

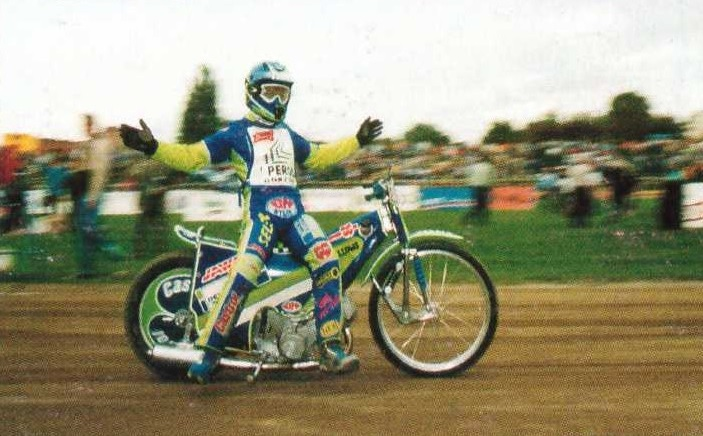
Tony Rickardsson en 1997.

Tony Rickardsson est titré champion du monde à six reprises avant de se retirer du speedway en 2006. Près d'un an après sa retraite sportive, il est l'un des participants de la version suédoise de Dancing with the Stars, Let's Dance, et termine à la deuxième position.